# Jadwiga Żak-Stewart
Jadwiga Żak-Stewart (ur. 15 lipca 1912 w Warszawie) – polska superstulatka, obecnie najstarsza żyjąca osoba w Polsce, której wiek jest w trakcie weryfikacji przez światową organizację naukową Gerontology Research Group.

## Życiorys
Urodziła się w Warszawie pod zaborem rosyjskim. W latach 80. wyemigrowała do Stanów Zjednoczonych, gdzie zamieszkała w Indianapolis. Tam pracowała w szpitalu. W wieku stu lat wróciła do Polski. Mieszka w Łodzi. Najstarszą żyjącą osobą w Polsce stała się 3 sierpnia 2023, po śmierci Józefy Ciesielskiej. Po śmierci Heleny Michalik, 7 września 2024, została ostatnią osobą w Polsce urodzoną przed wybuchem pierwszej wojny światowej.
Dwukrotnie wychodziła za mąż. Z pierwszego małżeństwa, z mężem Stefanem, ma dwóch synów – Romana (ur. 1945) i Cezarego (ur. 1954).